# دجاير كاي دي بريتو
دجاير كاي دي بريتو (بالبرتغالية: Djair Kaye de Brito‏) المعروف باسم دجاير (ولد في 21 سبتمبر 1971) هو لاعب كرة قدم دولي برازيلي سابق ومدرب حاليا.
قضى معظم مسيرته في البرازيل باللعب لصالح بوتافوغو وإنترناسيونال وفلومينينسي وفلامنغو وساو باولو وكروزيرو وكورينثيانز وأتلتيكو مينييرو ومادوريرا وإيتوانو مع فترات قصيرة في سويسرا مع سانت غالن وإيطاليا مع لاتسيو) وقطر مع الخريطيات. لعب مباراتين دوليتين مع منتخب السامبا من دون تسجيل أي أهداف.